# Шапел Нод
Шапел Нод (фр. Chapelle-Naude) насеље је и општина у источном делу централне Француске у региону Бургоња, у департману Саона и Лоара која припада префектури Луан.
По подацима из 2011. године у општини је живело 532 становника, а густина насељености је износила 27,91 становника/km². Општина се простире на површини од 19,06 km². Налази се на средњој надморској висини од 200 метара (максималној 205 m, а минималној 177 m).

## Демографија
| 1962. | 1968. | 1975. | 1982. | 1990. | 1999. | 2011. |
| ----- | ----- | ----- | ----- | ----- | ----- | ----- |
| 405   | 441   | 372   | 339   | 418   | 437   | 532   |

График промене броја становника у току последњих година